# Bengt Andersson (oficial sueco)
General Mayor Bengt Erik Lennart Andersson (nacido el 31 de agosto de 1955) fue un oficial superior en el Cuerpo Anfibio Sueco. Andersson se desempeñó como jefe del Comando Táctico Naval (2003–2005), como Subjefe de Operaciones Conjuntas (2007–2008), como Jefe de Logística (2008–2013) y como comandante del Grupo de combate Nórdico Nº 8 y Grupo de Batalla Nórdico Nº15.

## Primeros años
Andersson nació el 31 de agosto de 1955 en la parroquia de Hässleholm, Condado de Kristianstad. Se graduó de secundaria tras asistir a un programa de ciencias naturales. Cuando llegó el momento de cumplir con el servicio militar, Andersson eligió, a pesar de que Hässleholm tenía entonces dos regimientos, el Regimiento Logístico de Skåne (T 4) y el Regimiento de Dragones de Skåne (P 2), postularse al Artillería Costera y consiguió un puesto como aspirante a oficial de reserva en el Regimiento de Artillería Costera de Älvsborg (KA 4) en Gotemburgo.

## Carrera
Andersson ingresó en la Academia Naval Real Sueca en 1975 y se graduó en 1978. Fue ascendido a teniente el mismo año y fue asignado al Regimiento de Artillería Costera de Karlskrona, donde sirvió hasta 1985. Durante este tiempo, Andersson trabajó con artillería móvil pesada, servicio de misiles y servicio de motores. También fue instructor de Guardia Nacional. Fue ascendido a capitán en 1981 y en 1983 sirvió como Oficial de Servicio en el Batallón de Rifles de Suecia de la ONU en Chipre, parte de la Fuerza de Mantenimiento de la Paz de las Naciones Unidas en Chipre (UNFICYP). Asistió al Curso General en el Centro de Personal de las Fuerzas Armadas Suecas de 1984 a 1985. En 1986 fue ascendido a mayor y de 1986 a 1987 Andersson fue jefe de la Oficina Anfibia en el Estado Mayor Naval, donde fue responsable de manejar la transición al sistema anfibio.
Asistió al Curso Técnico para la Armada en el Centro de Personal de las Fuerzas Armadas Suecas de 1987 a 1989 y fue oficial de estudios en el Estado Mayor Naval de 1989 a 1991. De 1991 a 1995, Andersson fue primer subjefe y luego comandante regular del Batallón Anfibio en el Regimiento de Artillería Costera de Vaxholm. Fue ascendido a teniente coronel en 1993 y a sv en 1995. Asistió al Marine Corps Command and Staff College en los Estados Unidos de 1995 a 1996, donde fue designado como graduado distinguido. De 1996 a 1997, Andersson fue jefe del Departamento de Tácticas en el Centro de Artillería Costera Sueca (Kustartillericentrum, KAC) y luego Jefe de Estado Mayor del Centro de Artillería Costera de 1997 a 1998. En 1998, fue ascendido a coronel y se desempeñó como Subcomandante de Operaciones en el Estado Mayor del Distrito Militar del Medio de 1998 a 2000. Andersson fue gerente del proyecto para los ejercicios militares Nordic Peace 1998 y Viking 1999. Realizó el curso básico en el Instituto de Educación de Defensa Total en el Colegio Nacional de Defensa de Suecia en 1999 y el curso de gestión del Colegio Nacional de Defensa Sueco en Solbacka en 2001.
Andersson comandó la 1ª Brigada de Artillería Costera y el 1er Regimiento de Marines de 2000 a 2002. En 2002, fue ascendido a brigadier general y en 2003 fue asignado como jefe del Comando Táctico Naval (Sjöstridsskolan), un puesto que ocupó hasta 2005. Fue nombrado Jefe de Operaciones Conjuntas en el Estado Mayor de las Fuerzas Armadas en 2007 y en 2008, ascendió al rango de general de división y se convirtió en Jefe de Logística. Fue designado comandante del Grupo de Batalla Nórdico 08 y Grupo de Batalla Nórdico 15. Andersson ocupó varios puestos internacionales en la OTAN y en el Servicio de Defensa de la Unión Europea. En 2014, fue promovido a general mayor.

## Vida personal
Andersson está casado y tiene dos hijos.

## Fechas de ascenso
- 1978 – Teniente
- 1981 – Capitán
- 1986 – Mayor
- 1993 – Teniente coronel
- 1995 – Teniente coronel con rango especial
- 1998 – Coronel
- 2002 – General de brigada
- 200? – General de división

## Honores
- Miembro de la Sociedad Real Sueca de Ciencias Navales (1996)[8] (vicepresidente 2001–2006)[9][10][11]
- Miembro de la Real Academia Sueca de Ciencias de la Guerra. (2002) [5]